# 聖公會彼得伯勒教區
聖公會彼得伯勒教區（英語：Diocese of Peterborough）是英格蘭教會坎特伯雷教省下面的一個教區。成立於1541年。
轄區包括北安普敦郡、拉特蘭郡和彼得伯勒司法管轄區（屬劍橋郡），座堂是彼得伯勒座堂。現任主教為唐納德·阿利斯特。下分一個副主教區、兩個會吏長區及十二個會吏區，管理352個堂區。